# Christian de Portzamparc
Christian de Portzamparc (* 5. Mai 1944 in Casablanca, Französisch-Marokko) ist ein französischer Architekt und Stadtplaner.

## Leben
De Portzamparc studierte 1962 bis 1969 an der Staatlichen Hochschule der Schönen Künste Paris, unter anderem bei Eugène Beaudouin und Georges Candilis. 1980 gründete er das Atelier Christian de Portzamparc. Eines seiner ersten Projekte war der Wohnkomplex Hautes-Formes im Zentrum von Paris (1979). Weitere bekannte Werke sind die Pariser Opéra-Ballettschule in Nanterre (1987), die Cité de la musique (seit 1995 Philharmonie 2), die Philharmonie Luxembourg (2005) die Cidade das Artes in Rio de Janeiro (2013) sowie der LVMH Tower (1999), Hearst Tower (2000) und One57 (2014), alle in New York City. In Deutschland ist er durch die 2002 fertiggestellte Französische Botschaft in Berlin bekannt geworden.
Er ist seit 2006 Inhaber des Lehrstuhls für künstlerisches Schaffen am Collège de France.
1994 gewann er als erster Franzose den renommierten und seit 1979 verliehenen Pritzker-Preis. 1997 wurde ihm die Ehrenmitgliedschaft im Bund Deutscher Architekten (BDA) und 2018 das Praemium Imperiale verliehen.

## Hauptwerke

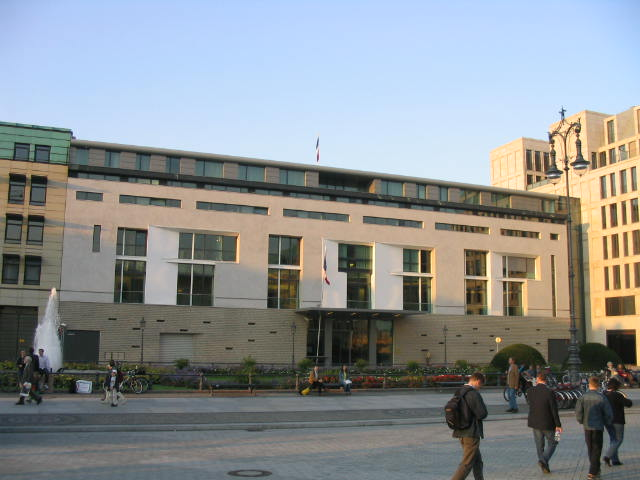
Französische Botschaft in Berlin

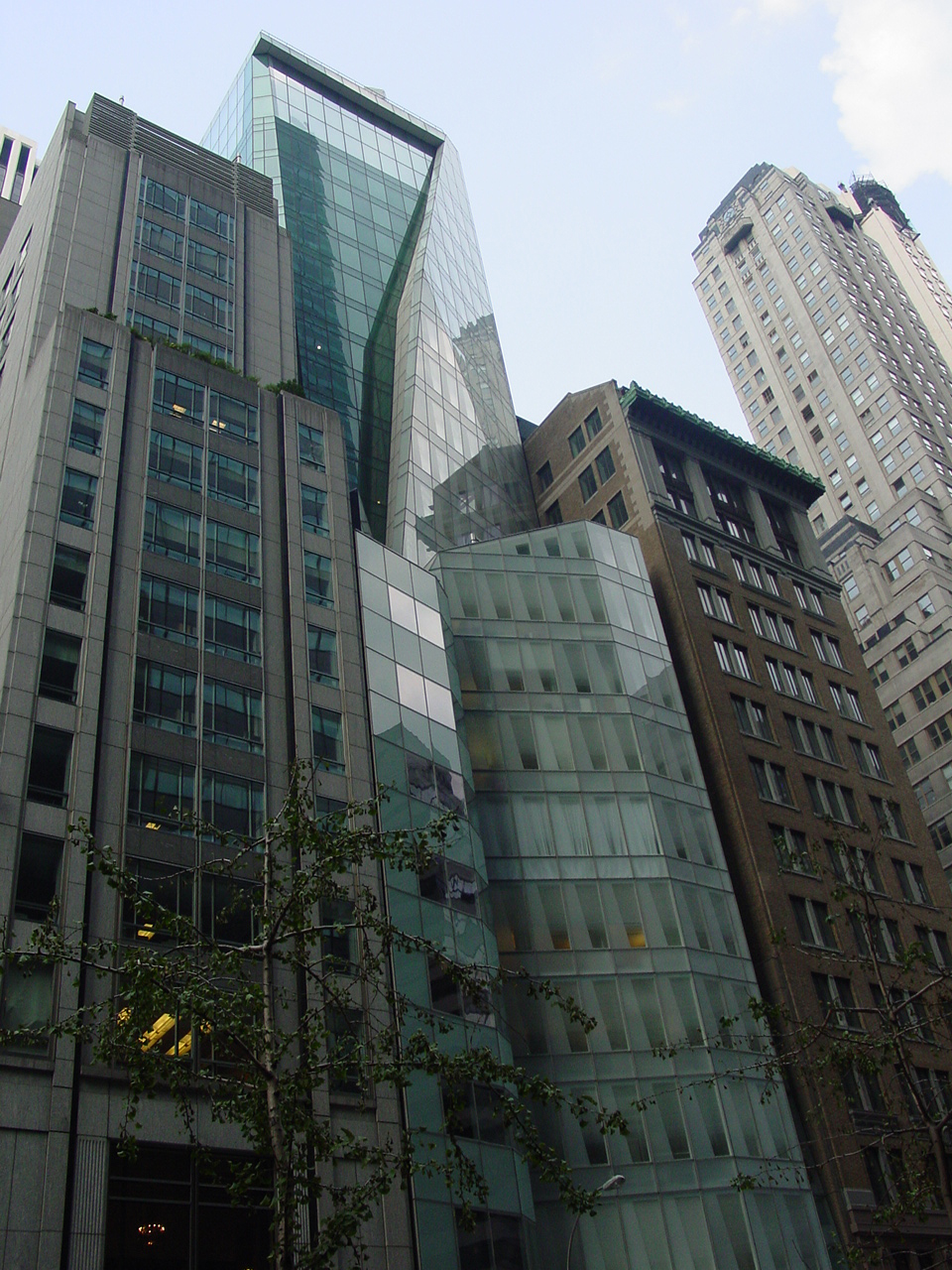
LVMH-Turm in New York

- 1987: École de Danse de l’Opéra de Paris, Nanterre
- 1987–1990: Wohnhäuser Lützowstraße 59/60 in Berlin-Tiergarten, Internationale Bauausstellung 1987 (IBA Berlin)[1]
- 1995: Cité de la musique, Paris, 19. Arrdt., mit dem Prix de l’Équerre d’argent prämiert
- 1995: Tour de Lille im Ensemble Euralille, Lille
- 1999: Erweiterung des  Palais des congrès de Paris, 17. Arrdt.
- 1999: Turm LVMH, New York
- 2000: Gerichtshof, Grasse
- 2000: Büros und Fernsehstudios, Boulogne-Billancourt
- 1996–2003: Philharmonie Luxembourg, Luxemburg
- 2000: Grande Bibliothèque du Québec, Montréal
- 2002: Französische Botschaft in Berlin am Pariser Platz, Berlin-Mitte
- 2005–2008: Tour Granite im Büroviertel La Défense bei Paris
- 2006: Les Champs-Libres, Bibliothek, Ausstellungsräume und Planetarium, Rennes
- 2009: Hergé-Museum, Louvain-la-Neuve
- 2012: One57, New York
- 2013: Cidade das Artes, Rio de Janeiro
- 2017: Paris La Défense Arena, Nanterre

## Ehrungen und Preise
- 1989: Ordre des Arts et des Lettres (Commandeur)
- 1990: Großer Preis für Architektur der Stadt Paris
- 1992: Grand prix national de l’architecture

- 1994: Pritzker-Preis
- 1996. Ehrenlegion (Ritter)
- 1996: Ordre national du Mérite (Offizier)
- 2004: Grand Prix de l’urbanisme
- 2018: Praemium Imperiale